# Ротквица
Ротквица (лат. Raphanus sativus) је зељаста вишегодишња биљка из фамилије купуса (Brassicaceae), коју су људи почели да гаје пре времена Античког Рима. Ротквица се узгаја углавном ради исхране људи, али поједине сорте су индустријски значајне биљке (узгајају се ради производње уља).
Ротквице се узгајају и конзумирају широм света, а углавном се једу сирове као хрскаво поврће за салату оштрог укуса. Постоје бројне сорте, које се разликују по величини, укусу, боји и дужини времена које им је потребно да сазревају. Ротквице дугују свој оштар укус разним хемијским једињењима које производе биљке, укључујући глукозинолат, мирозиназу и изотиоцијанат. Понекад се узгајају као пратеће биљке и пате од неколико штеточина и болести. Брзо клијају и брзо расту, те уобичајене мање сорте спремне за конзумацију у року од месец дана, док је за веће сорте дајкона потребно неколико месеци. Пошто се лако узгајају и брзо се беру, ротквице често саде баштовани почетници. Друга употреба ротквице је као покривач или додатни усев зими, или као крмни усев. Неке ротквице се узгајају због семена; друге, као што је дајкон, могу се узгајати за производњу уља.

## Историја
Сорте ротквице су данас широко распрострањене широм света, али готово да нема доступних археолошких записа који би помогли у одређивању њихове ране историје и припитомљавања. Међутим, научници су пробно лоцирали порекло Raphanus sativus у југоисточној Азији, јер је ово једини регион где су откривени заиста дивљи облици. Чини се да су Индија, централна Кина и Централна Азија били секундарни центри у којима су се развили различити облици. Ротквице улазе у историјски запис у трећем веку пре нове ере. Грчки и римски земљорадници из првог века нове ере дали су детаље о малим, великим, округлим, дугим, благим и оштрим сортама. Сматра се да је ротквица била једна од првих европских култура унесених у Америку. Немачки ботаничар пријавио је ротквице од 45 kilograms (100 pounds) и отприлике 90 centimetres (3 feet) у дужину 1544. године, иако је једина сорта те величине данас јапанска ротквица Сакурајима.

## Опис
Ротквице су једногодишње или двогодишње купусњачке културе које се узгајају због свог натеченог корена који може бити лоптаст, конусан или цилиндричан. Боја коре корена варира од беле преко ружичасте, црвене, љубичасте, жуте и зелене до црне, али месо је обично бело. Корени добијају боју од антоцијана. Црвене сорте користе антоцијанин пеларгонидин као пигмент, а љубичасте сорте добијају боју од цијанидина. Мање врсте имају неколико листова дужине око 13 cm (5 in) са округлим кореном до 2,5 cm (1 in) у пречнику или витким, дугим коренима до 7 cm (3 in) дужине. И једне и друге се обично једу сирове у салатама. Дужи облик корена, укључујући оријенталне ротквице, дајикон или мули, и зимске ротквице, нарасте до 60 cm (24 in) у дужину са лишћем високим око 60 cm (24 in) са ширином од 45 cm (18 in).- Месо ротквице убрано на време је хрскаво и слатко, али постаје горко и жилаво ако се поврће предуго остави у земљи Листови су распоређени у розету. Они имају лиратни облик, што значи да су перасто подељени са увећаним завршним режњем и мањим бочним режњевима. Бели цветови се налазе на гроздастој цвасти. Плодови су мале махуне које се могу јести док су младе.
Ротквица је диплоидна врста, и има 18 хромозома (2n=18). Процењује се да геном ротквице садржи између 526 и 574 .

## Варијабилност врсте
Врста Raphanus sativus је узгојена у неколико варијетета, различите употребе:
1. ротквица — R. s. var. sativus (или култиварска група ) — користи се у људској исхрани;
2. црна (зимска) ротква — R. s. var. niger (култиварске групе Chinensis и Longipinnatus) — користи се у исхрани људи и стоке;
3. уљана ротквица — R. s. var. oleiformis — користи се за добијање уља, за обогаћивање земљишта, исхрану стоке;
4. даикон — R. s. var. acanthiformis и R. s. var. longipinnatus (култиварска група ) — користи се у људској исхрани;
5. мугри — R. s. var. caudatus (култиварска група ) — користи се у људској исхрани.

Источноазијска дивља ротква, , се понекад такође сматра варијететом ротквице — Raphanus sativus var. raphanistroides.

## Култивација
Ротквице су брзорастућа, годишња култура у хладној сезони. Семе клија за три до четири дана у влажним условима са температурама земљишта између 18—29 °C (64—84 °F). Најквалитетнији корен се добија под умереном дужином дана са температуром ваздуха у распону од 10—18 °C (50—64 °F). У просечним условима, усев сазрева за 3–4 недеље, али у хладнијем времену може бити потребно 6–7 недеља.
Ротквице најбоље расту на пуном сунцу у лаганим, песковитим иловачама, са pH вредности земљишта од 6,5 до 7,0, али за касне усеве идеална је глинена иловача. Земљишта која се запеку и формирају кору по сувом времену су непогодна и могу да угрозе клијање. Периоди бербе се могу продужити понављањем садње, у размаку од недељу или две. У топлијим климатским условима, ротквице се обично саде у јесен. Дубина на којој се семе сади утиче на величину корена, од 1 cm (1⁄2 in) дубине препоручене за мале ротквице до 4 cm (1 1⁄2 in) за велике ротквице. Током периода раста, усев треба да се прореди и да се контролише коров, а може бити потребно и наводњавање.
Ротквице су уобичајена баштенска култура у многим деловима света, а брз циклус бербе чини их посебно погодним за дечије баште. Након бербе, ротквице се могу чувати без губитка квалитета два или три дана на собној температури и око два месеца на 0 °C (32 °F) са релативном влажношћу ваздуха од 90–95%.

### Пратећа биљка
Ротквице могу бити корисне као пратеће биљке за многе друге усеве, вероватно зато што њихов оштар мирис одвраћа штеточине као што су лисне уши, бубе краставца, парадајзове рогасти, кожне бубе и мраве. Оне такође могу да функционишу као замчани усев, одвраћајући инсектне штеточине даље од главног усева. Сматра се да краставци и ротквице боље успевају када се узгајају у блиској вези једни са другима, а ротквице такође добро успевају са крбуљицом, зеленом салатом, грашком и настурцијумом. Међутим, оне негативно реагују на раст у блиској вези са милодухом.

## Галерија
- ротквица — хабитус
- цвет ротквице
- плод ротквице
- стаблова кртола ротквице
- црна ротква
- даикон
- ротквице у пластенику